# Prince Buaben
Prince Christian Buaben Abankwah (n. Akosombo, Región Oriental, Ghana, 23 de abril de 1988) y es un futbolista ghanés. Juega de mediocampista y actualmente milita en el Falkirk de la Scottish Championship de Escocia.

## Clubes
| Club                     | País       | Año         |
| ------------------------ | ---------- | ----------- |
| Dundee United            | Escocia    | 2007 - 2011 |
| Watford                  | Inglaterra | 2011 - 2013 |
| Carlisle United          | Inglaterra | 2013 - 2014 |
| Partick Thistle (cedido) | Escocia    | 2014        |
| Heart of Midlothian      | Escocia    | 2014 - 2018 |
| Falkirk                  | Escocia    | 2018 -      |

## Selección nacional
Ha sido internacional con la selección de fútbol de Ghana, ha jugado un partido internacional por dicho seleccionado y no ha anotado goles.